# Ortopoxvirus
Ortopoxvirus ingår i familjen poxvirus. I gruppen finns omkring 10 olika virus som kan infektera både människor och andra däggdjur. Virusens naturliga värddjur är  däggdjur och leddjur. De mest välkända ortopoxvirusen är smittkoppsviruset och mpoxviruset.